# مارليني كونتريراس
مارليني كونتريراس (مواليد 14 يونيو 1963) مهندسة وسياسية فنزويلية، وزوجة ديوسدادو كابيلو. شغلت منصب وزيرة الأشغال العامة حتى 12 أغسطس 2019 وكانت أيضًا وزيرة القوة الشعبية للسياحة.

## السيرة الشخصية
مارليني زوجة الرئيس السابق للجمعية الوطنية وهي الآن رئيسة الجمعية التأسيسية الوطنية ونائب رئيس الحزب الاشتراكي المتحد الفنزويلي ديوسدادو كابيلو. هي أم لثلاثة أطفال.
هي مهندسة مدنية وعملت مديرة مجموعة في سينيات.
كانت كونتريراس نائبة في الجمعية الوطنية بولاية ميراندا حتى عام 2015 حيث كانت جزءًا من اللجنة الدائمة للتمويل والتنمية الاقتصادية.
في 7 أبريل 2015 عينها الرئيس نيكولاس مادورو وزيرة للسياحة في الحكومة الفنزويلية.
في 14 يونيو 2018 تم تعيينها وزيرة السلطة الشعبية للأشغال العامة.

## العقوبات
في 18 مايو 2018 فرض مكتب مراقبة الأصول الأجنبية التابع لوزارة الخزانة الأمريكية عقوبات سارية على كونتريراس وزوجها.